# ひえん (救助艇)
ひえん（Hien、CR-51）は海上保安庁の救助艇。海上保安庁に在籍した唯一のプロペラ艇である。公称船型は6メートル型プロペラ艇。

## 開発
羽田航空基地がある多摩川河口一帯は、東京湾内でも有数の干潟で、アサリやハマグリ、バカガイ（アオヤギ）といった貝類の産地だった。さらに羽田や大森では、ウナギやカレイ、コチ、ギンポ、アイナメ、エビなどが水揚げされる、「江戸前」の魚介類の一大漁場だった。そのため、この海域で操業する漁船の救助や漁業取締のための小型船舶が求められたが、干潟が広がる平水域のため、スクリュープロペラで推進する船舶は航行できなくなる可能性があった。そこで、1959年（昭和34年）計画でプロペラ艇の建造実績がある横浜ヨットが建造したのが本艇である。

## 設計
船体は木製で、船型は船首がV型、船尾が平底だった。操舵は主舵と補助舵によるもので、主舵はプロペラ後方に設置した飛行機と同じ形状の方向舵、補助舵は水中舵だった。なお、本艇に煙突は無いので、コンパスマークは方向舵に描かれていた。
主機はトラック用のガソリンエンジンで、これを船体後部に後ろ向きに設置し、プロペラで推進した。就役当初、プロペラは剥き出しで船室も露天だったが、1967年（昭和42年）までに接触防止のプロペラガードと風防が追加設置されている。

## 運用
「ひえん」は1959年（昭和34年）11月14日の竣工後、第三管区海上保安本部羽田航空基地に配備され、多摩川河口の浅海域の救難業務に従事した。
「ひえん」は1969年（昭和44年）6月1日に解役された。本艇が配備されるきっかけとなった多摩川河口の沿岸漁業は、沿岸の埋め立てや工業地帯化による環境悪化により、1973年（昭和48年）に漁協が漁業権を手放したことで終焉している。